# Beach Run

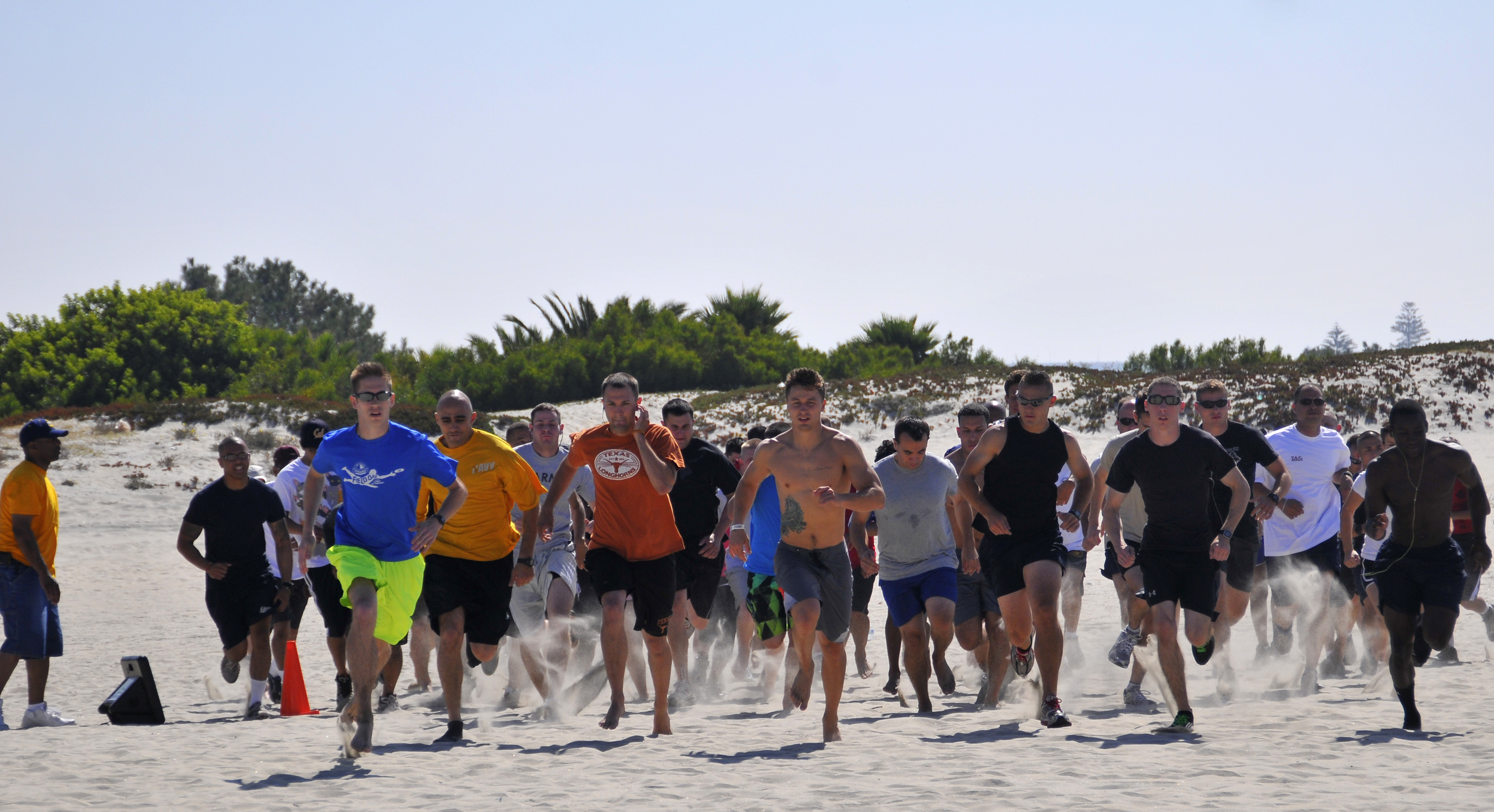
Beach Run sobre sorra no compacta.

El Beach Run o Beach Running és un esport que es fonamenta en carreres per la sorra de la platja. Pot desenvolupar-se sobre sorra no compacta (sorra de gra gruixut i profunda) o sobre sorra compacta (sorra tova de gra fi i poc profunda). El Comitè Olímpic Internacional (COI) va reconèixer la International Life Saving Federation (ILS), la Federació Internacional de Salvament, junt a les seves diverses especialitats esportives, entre les quals es trobava el Beach Run en sorra no compacta, amb ocasió de la seva 105 sessió celebrada a Atlanta del 15 al 18 de juliol de 1996.

## Origen i desenvolupament
El seu origen s'ha de buscar en les competicions de Beach Run de finals dels anys seixanta del passat segle XX celebrades en diversos Estats dels Estats Units d'Amèrica del Nord: Florida, Califòrnia o Oregon.
En aquests anys, s'inicien competicions de Beach Run com l'Easter Beach Run de Daytona (Florida), l'Annual Seaside Beach Run de Seaside (Oregon) o la Gurnet Classic Beach Run, celebrada a Duxbury (Massachusetts).
En aquestes curses, van participar atletes guanyadors de la Marató de Nova York i la Marató de Boston com Bill Rodgers o Alberto Salazar.

## Federació Internacional
El Beach Run sobre sorra no compacta avui està present com a esport a la International Life Saving Federation, amb distàncies d'1 o 2 km.

## Comitè Olímpic Internacional
El Comité Olímpic Internacional va reconèixer la International Life Saving Federation, junt a les seves diverses especialitats esportives, entre les quals es trobava el Beach Run sobre sorra no compacta, amb ocasió de la seva 105 sessió celebrada a Atlanta del 15 al 18 de juliol de 1996.

## Grans distàncies
Existeixen altres competicions internacionals de Beach Run en grans distàncies sobre sorra no compacta, des del gran fons fins a la ultramarató (20 km - 24 hores).

## Altres competicions
En 2011, una iniciativa privada va crear als Estats Units d'Amèrica del Nord un Campionat del Món de Beach Run sobre sorra compacta, admès en el calendari de la USA Track & Field (USATF), és a dir, de la Federació d'Atletisme dels Estats Units. En 2013, aquest campionat del món va deixar de realitzar-se, per refundar-se com a Campionat dels Estats Units d'Amèrica del Nord de Beach Run sobre sorra compacta.